# Torit
Torit, thorit eller orangit, är ett ganska ovanligt mineral som förekommer som zirkonliknande kristaller. I sin renaste form består den av toriumsilikat, men den är ofta vittrad och vattenhaltig. Torit är ett nesosilikat.

## Etymologi och historia
Mineralet upptäcktes 1828 på Løvøya i Langesundsfjorden i Norge av Morten Thrane Esmark. I mineralet upptäckte Jacob Berzelius ett nytt grundämne, torium i form av sin dioxid. Grundämnet och mineralet har namn efter guden Tor.

## Egenskaper
Torit är ofta metamikt vilket gör att densiteten kan variera.  Den beräknade densiteten  från cellstorlek och grundämnesinnehåll är 6,70 medan uppmätta värden är 6,63–7,20. En gul variant (specifik vikt 5,2 – 5,4) kallas orangit. Då toriten oftast är vittrad och ofta har en kärna av orangit, kan det antas att orangit är det primära mineralet.
Bland varianter kan också nämnas uranotorit med ca 10 % uranoxid.

## Förekomst
Torit är det vanligast toriummineralet och förekommer i pegmatit och nefelinsyenit vid bland annat Lindenäs i Sverige och vid Brevik och Arendal i Norge, ofta tillsammans med eukrasit och freyalit, som är amorfa omvandlingsprodukter av torit.
I vittringsprodukter förekommer det ofta lantan, cerium, didym och yttrium.
Uranotorit har påträffats på Madagaskar och i Ontario, medan auerlit har påträffats i North Carolina.

## Användning
Torit har förr använts som råvara för tillverkning av gasglödnät. Senare har monazit använts som råvara till glödstrumpor.